# Wadi Howar

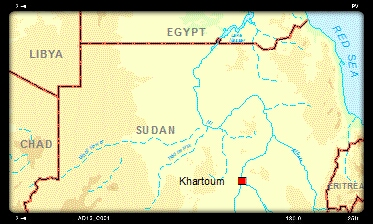
Pełny bieg Wadi Howar czyli Żółtego Nilu

Wadi Howar (Ued Howa) czy też Żółty Nil, (arab. وادي هور), – to ued w Sudanie i Czadzie będący w sezonie deszczowym lewostronnym dopływem Nilu.

## Bieg
Ta sezonowa rzeka ma swe źródła na Płaskowyżu Wadaj we wschodnim Czadzie. Przejściowo tworzy naturalną granicę państwową między Czadem i Sudanem, a konkretnie oddziela stan Darfur Zachodni w Sudanie z północy od Regionu Borkou-Ennedi-Tibesti w Czadzie, po czym przecina w Sudanie Darfur Północny. Rzadko toczy on swe wody dalej przez Prowincję Północną w drodze do Nilu, gdzie dociera on tylko po wyjątkowo obfitych opadach podczas pory deszczowej poniżej miasteczka Ad-Dabba.
Poza porą deszczową niemal całe koryto rzeki wysycha.

## Przebieg historyczny
W trakcie tak zwanej "epoki zielonej Sahary" (około 10 000 do 3000 p.n.e.), kiedy to Pustynia Libijska zaczynała się dopiero 500 km dalej na północ, Żółty Nil był głównym dopływem Nilu z tego rejonu ówczesnej Sahary pokrytej wówczas sawanną, na terytorium współczesnej prowincji Asz-Szamalijja z ujściem naprzeciw Starej Dongoli. Wtedy rzeka przekraczała 1000 km długości.

## Archeologia

Na mapie Herodota

Koryto Wadi Howar jest pozostałością wspomnianego przez Ptolemeusza i Herodota Żółtego Nilu, który wysechł przed 2000 lat.
Archeologiczne znaleziska jak napatańska twierdza Gali Ahmed Abu świadczą o znaczeniu Wadi Howar w czasach historycznych. Obrzeża Żółtego Nilu należały niegdyś do najważniejszych terenów osadniczych między centralną Afryką i doliną Nilu.

## Dzisiejsze znaczenie
Wadi Howar rzadko prowadzi wodę. Poza tym jest również dzisiaj sezonowym miejscem wypasu trzody dla nomadów ze szczepów Kababish i Hawawir.